# Azopigmente

Azo-Hydrazon-Tautomerie: Azo-Form (links) und Hydrazon-Form (rechts).

Als Azopigmente bezeichnet man organische Pigmente, die eine oder mehrere Azogruppen −N=N− enthalten. Somit sind Azopigmente Azofarbmittel, die im Anwendungsmedium (praktisch) unlöslich sind.
Im Festkörper liegen praktisch alle kommerziellen Azopigmente in der tautomeren Hydrazon-Form vor. Es sollte also richtigerweise „Hydrazonpigment“ statt „Azopigment“ heißen.

## Einteilung und Geschichte
Azopigmente, die genau eine Azogruppe enthalten, heißen Monoazopigmente; enthalten sie genau zwei Azogruppen, so heißen sie Disazopigmente. Azopigmente, die mehr als zwei Azogruppen enthalten (Trisazo-, Tetraazo-, …, Polyazo-) spielen in der Technik als Pigmente keine Rolle.
Historisch gesehen sind die Azopigmente Kinder des frühen 20. Jahrhunderts, obwohl ihre ersten Vertreter gegen Ende des 19. Jahrhunderts entdeckt wurden (Pararot, 1885).

## Herstellung
Die Herstellung der Azopigmente erfolgt in der Technik in zwei Schritten: durch Diazotierung und anschließende Kupplung.
Die Unlöslichkeit erreicht man üblicherweise auf zwei Wegen:
1. Man synthetisiert (lösliche) Azofarbstoffe, die Carbonsäure- und/oder Sulfonsäure-Substituenten enthalten und setzt diese mit Metallsalzen (z. B. Calcium-, Strontium-, Barium- oder Magnesiumsalzen) zu unlöslichen Salzen um (Verlackung).
2. Man vermeidet die Löslichkeit erhöhende Substituenten (z. B. Sulfonsäuregruppen) und führt die Löslichkeit herabsetzende Substituenten ein, z. B. Carbonsäureamidgruppen.

Ein Sonderfall liegt z. B. bei Benzimidazolonpigmenten vor, bei denen eine polycyclische Gruppe als Substituent dient. Somit handelt es sich bei Pigmenten dieser Gruppe um eine Art „Zwitter“ aus Azopigment und polycyclischem Pigment.

## Eigenschaften
Die meisten kommerziellen Azopigmente sind praktisch unlösliche, stark färbende, ungiftige Pulver. Der Unterschied zwischen Azopigmenten und Azofarbstoffen besteht darin, dass Azopigmente in der Regel aufgrund ihrer Unlöslichkeit nicht bioverfügbar sind und daher vom Körper nicht aufgenommen oder zersetzt werden können.
Mit Azopigmenten sind theoretisch alle Farbtöne zugänglich. In der Technik besitzen gelbe, orange, rote und braune Azopigmente die größte Bedeutung; grüne und blaue spielen nur eine untergeordnete Rolle, da dieser Bereich heute durch die preisgünstigeren und stabileren Kupferphthalocyaninpigmente besetzt wird.

## Verlackte Azopigmente, Azometallkomplex-Pigmente und Disazokondensationspigmente
Durch Verlackung erhaltene Azopigmente heißen verlackte Azopigmente. Von den verlackten Azopigmenten zu unterscheiden sind die Azometallkomplex-Pigmente. Man erhält diese Art von Pigmenten zwar ebenfalls durch Umsetzung von löslichen Azopigmenten mit Metallsalzen (typischerweise z. B. mit Kobalt- oder Nickelsalzen), es erfolgt aber keine Salzbildung, sondern die Metallionen werden über koordinative Bindungen gebunden (Komplexbindung).
Disazokondensationspigmente sind ein spezieller Typ von Disazopigmenten. Zur Synthese dieser Pigmente verbindet man – ein oder zwei Azogruppen enthaltende – Verbindungen, die Carbonsäure-Gruppen tragen, über eine Kondensationsreaktion mit substituierten Phenylendiaminen oder Anilinen.